# بولوختا
بولوختا (به لاتین: Bulukhta) یک منطقهٔ مسکونی در روسیه است که در سرزمین آلتای واقع شده‌است.